# Barbara Wiedenman
Barbara Wiedenman(n) (* 1695?; † ?) war Hebamme und Verfasserin einer „Kurzen Anweisung christlicher Hebammen“.

## Leben
Barbara Wiedenmann hat zunächst auf dem Land als Hebamme praktiziert, seit dem 29. Januar 1729 war sie als Hebamme in der Reichsstadt Augsburg zugelassen. Einige Jahre später war sie die Anführerin der Augsburger freien Hebammen. 1738 gab sie die „Kurze Anweisung christlicher Hebammen“ heraus, die bei J.J. Lotter’s sel. Erben erschien und dem Bauamt der freien Reichsstadt Augsburg gewidmet war, der Behörde, der die Hebammen unterstanden. 1751 wurde das Buch in einer zweiten Auflage herausgegeben. In der Einleitung gibt sie einige Auskünfte über ihr Leben. Barbara Wiedenman war verheiratet mit einem Augsburger Augen-, Schnitt- und Wundarzt. Wahrscheinlich war sie bereits 1719 in seine Arztpraxis eingetreten, wo sie mehr als 1800 Schwangere begleitet hat. Sie selber schrieb zwar in der Einleitung des Buchs, dass ihr Ehemann ihre Erfahrungen zur Geburtshilfe zu Papier gebracht habe. Da sie aber sehr belesen zu sein scheint, ist es gut möglich, dass sie das Werk selber geschrieben hat. Sie ermuntert darin ihre Kolleginnen, sich Wissen anzueignen. Denn sie weiß, dass eine gute Geburt nicht nur von den Umständen (Kind und Mutter) abhängt, sondern auch von dem Wissen und der Erfahrung der Hebamme. Daher hat sie ihre Erfahrungen als Anleitung für die anderen Hebammen aufgeschrieben bzw. von ihrem Mann aufschreiben lassen.
Sie setzt sich in dem Buch auch mit der Gabe von wehenfördernden Mitteln und mit der Nutzung eines Kreißstuhls auseinander. Das Buch ist mit 20 Bildern illustriert.
Nach eigenen Angaben hat Barbara Wiedenman selbst 15 Kinder geboren.

## Werk
Barbara Wiedenman: Kurtze, jedoch hinlängliche und gründliche Anweisung Christlicher Hebammen. Augsburg 1738.